# Luís de Sousa Leão
Luís de Sousa Leão foi um colonizador nascido em Moreno, estado de Pernambuco, que, na primeira metade do século XX, fundou os municípios de Tupã (1929) e Parapuã (1934), na região da Alta Paulista, oeste do estado de São Paulo.
Conforme informações do Museu Histórico e Pedagógico Índia Vanuíre, em 1923, aos 28 anos, Luís de Sousa Leão veio para São Paulo e, após empreitadas com sucesso, teve a ideia de fundar, no interior do estado, uma cidade para ser construída "em plena selva, em um local seguro, protegido das intempéries da natureza e que possibilitasse a passagem de uma estrada de ferro". O desejo do empreendedor era estimular as pessoas a iniciar uma nova vida, em um lugar promissor, com transporte fácil, terras férteis e recursos financeiros.
No centro de Tupã encontra-se preservado seu solar, em cujo quintal encontra-se sepultado, e um museu, de sua doação, mantidos pelo Governo do Estado.

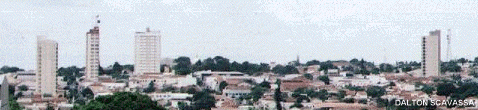
Área central de Tupã (2002)